# Zuzana Rehák-Štefečeková
Zuzana Rehák-Štefečeková (n. 15 ianuarie 1984, Nitra, Republica Socialistă Cehoslovacia, Regatul Ungariei) este o trăgătoare de tir ce a reprezentat Slovacia, medaliată olimpică. A participat la 3 ediții ale Jocurilor Olimpice (2008, 2012, 2020) în care a câștigat două medalii de argint.